# Hermann Lackner (Politiker)

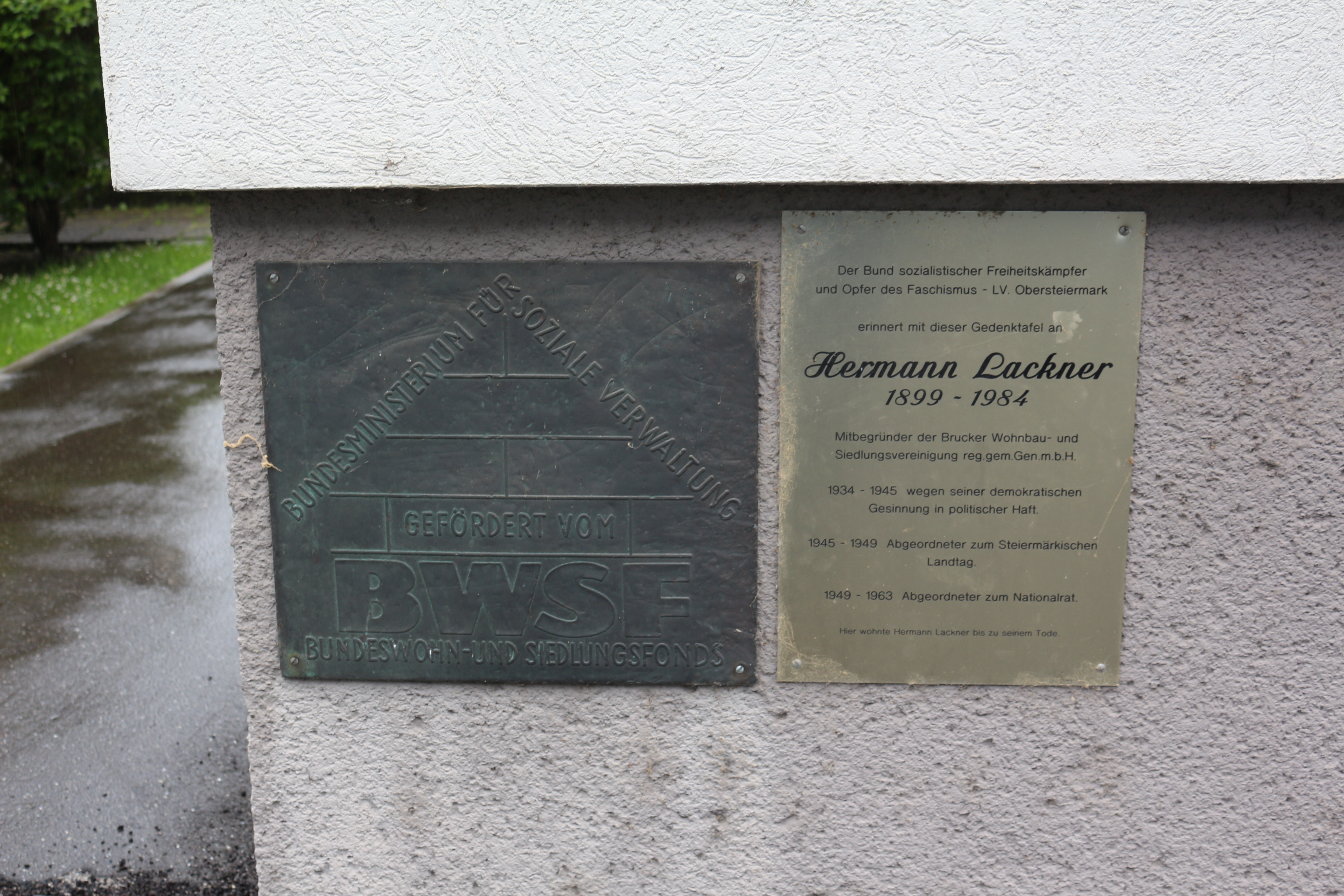
Gedenkplakette für Hermann Lackner bei der Adresse Fraunedergasse 6 in Bruck an der Mur

Hermann Lackner (* 27. März 1899 in Dellach im Drautal; † 11. Dezember 1984 in Kindberg) war ein österreichischer Politiker (SPÖ) und Tischler.
Er war von 1945 bis 1949 Abgeordneter zum Steiermärkischen Landtag und von 1949 bis 1962 Abgeordneter zum österreichischen Nationalrat.

## Leben und Wirken
Hermann Lackner wurde am 27. März 1899 als Sohn von Kaspar Lackner (* 16. März 1871) und Elisabeth (* 19. Februar 1870; geborene Santer) in Dellach im Drautal geboren. Seine Eltern hatten am 6. Juni 1898 geheiratet. Lackner besuchte fünf Klassen einer Volksschule, bevor er drei Klassen einer Bürgerschule besuchte. In weiterer Folge absolvierte er die Handelsakademie und arbeitete zwischen 1921 und 1925 als Tischlergehilfe. Im Juli 1921 war Lackner aus der römisch-katholischen Kirche ausgetreten. Danach war er von 1925 bis 1928 Landessekretär des Holzarbeiterverbandes, ehe er im Anschluss von 1928 bis 1934 als Sekretär der Sozialdemokratischen Arbeiterpartei Bruck an der Mur tätig war.
In dieser Zeit war er auch als Funktionär des Republikanischen Schutzbunds in Bruck aktiv und wurde nach den Februarkämpfen 1934 bis Ende 1935 in der Justizanstalt Graz-Karlau inhaftiert. Nur wenige Jahre in Freiheit wurde er beschuldigt illegalen Aktivitäten nachgegangen zu sein und wurde im Zuge des „Anschlusses“ Österreichs im März 1938 abermals festgenommen. Am 2. April 1938 wurde er mit dem sogenannten Prominententransport ins KZ Dachau eingewiesen und erhielt dort die Häftlingsnummer 13865. Seine Häftlingskategorie lautete „Schutzhaft“. Nach knapp eineinhalb Jahren wurde Lackner am 27. September 1939 vom KZ Dachau in das KZ Flossenbürg überstellt. Nach mehreren Monaten in Flossenbürg wurde er am 2. März 1940 nach Dachau rücküberstellt und erlebte nach weiteren fünf Jahren die Befreiung Dachaus.
Nach dem Zweiten Weltkrieg und seiner Befreiung war er ab 1945 Bezirkssekretär der nunmehrigen SPÖ Bruck an der Mur. Die Sozialdemokratische Partei Österreichs vertrat Lackner in weiter Folge vom 12. Dezember 1945 bis zum 5. November 1949 in der I. Gesetzgebungsperiode im Steiermärkischen Landtag. Danach fungierte er vom 8. November 1949 bis zum 14. Dezember 1962 als Abgeordneter zum Österreichischen Nationalrat. Darüber hinaus war er ein langjähriges Mitglied der Landesparteivertretung der SPÖ Steiermark und von 16. September 1952 bis 13. April 1954 Obmann der Brucker Wohnbau- und Siedlungsvereinigung. Im Jahre 1952 wurden von der am 9. Jänner 1951 gegründeten Genossenschaft die ersten Wohnhäuser in der Siedlung Westend fertiggestellt und den Mietern übergeben. Im Anschluss an seine Zeit als Obmann war Lackner von 13. April 1954 bis 19. Juli 1958 Vorsitzender des Aufsichtsrates der Genossenschaft. Während Lackners Amtszeit folgten zahlreiche weitere Wohnbauten.
Am 11. Dezember 1984 starb Lackner 85-jährig im Landespflegeheim in Kindberg. Bis kurz vor seinem Tod lebte er in der Fraunedergasse 6 in Bruck an der Mur; straßenseitig befindet sich am Hauseck eine vom Bund Sozialistischer Freiheitskämpfer – LV Obersteiermark gestiftete Plakette im Gedenken an Hermann Lackner.